# Bartramia subrobusta
Bartramia subrobusta är en bladmossart som beskrevs av Brotherus in Drygalski 1906. Bartramia subrobusta ingår i släktet äppelmossor, och familjen Bartramiaceae. Inga underarter finns listade i Catalogue of Life.